# Eupithecia astales
Eupithecia astales là một loài bướm đêm trong họ Geometridae.